# B.J. Armstrong
Benjamin Roy "B.J." Armstrong Jr., född 9 september 1967 i Detroit i Michigan, är en amerikansk före detta professionell basketspelare (PG) som tillbringade elva säsonger (1989–2000) i den nordamerikanska basketligan National Basketball Association (NBA), där han spelade för Chicago Bulls, Golden State Warriors, Charlotte Hornets och Orlando Magic. Under sin karriär gjorde han 7 320 poäng (9,8 poäng per match), 2 479 assists och 1 321 rebounds, räddningar från att bollen ska hamna i nätkorgen, på 747 grundspelsmatcher. Han ingick några år i Chicago Bulls dynastilag som dominerade NBA mellan 1990 och 1998, där han var med om att vinna tre av deras sex NBA-mästerskap som de bärgade under den tidsperioden.
Armstrong draftades i första rundan i 1989 års draft av Chicago Bulls, som 18:e spelare totalt.

## Lag
- Chicago Bulls (1989–1995)
- Golden State Warriors (1995–1997)
- Charlotte Hornets (1997–1999)
- Orlando Magic (1999)
- Chicago Bulls (1999–2000)